# Knuttjärnen, Dalarna
Knuttjärnen är en sjö i Mora kommun i Dalarna och ingår i Dalälvens huvudavrinningsområde.